# السبعه واربعین
السبعة واربعین یک منطقهٔ مسکونی در سوریه است که در استان حسکه واقع شده‌است.

## خصوصیات
السبعة واربعین ۱۴٬۱۷۷ نفر جمعیت دارد.